# Rosa Estaràsová
Rosa Estaràsová Ferragutová (* 21. října 1965 Valldemossa, Mallorca) je španělská politička, od roku 2009 poslankyně Evropského parlamentu (MEP). Je členkou španělské Lidové strany.

## Poslankyně Evropského parlamentu, 2009–současnost
Poslankyní Evropského parlamentu byla zvolena ve Španělsku ve volbách do Evropského parlamentu v roce 2009. V roce 2021 působí jako místopředsedkyně Petičního výboru a jako řádná členka Výboru pro právní záležitosti. Je také členkou parlamentní delegace ve Smíšeném parlamentním shromáždění AKT-EU.
Kromě úkolů ve výborech je Estaràsová členkou meziskupiny Evropského parlamentu pro umělou inteligenci a digitalizaci, meziskupiny Evropského parlamentu pro moře, řeky, ostrovy a pobřežní oblasti; meziskupiny Evropského parlamentu pro práva LGBT; meziskupiny Evropského parlamentu pro zdravotní postižení a Aliance poslanců EP pro duševní zdraví.